# 桌面搜索
桌面搜索（Desktop search），是搜索工具所应用的一个新领域的名称，这个领域是用户拥有的计算机文件的内容，而不是搜索互联网。桌面搜索强调的是挖掘用户个人电脑上全部可用信息，包括网页浏览器历史，电子邮件档案，字处理器文档等等。

## 技术
搜索几GB数据时达到合理性能的唯一方法是建立和维护一个索引数据库。当索引这些文件时，桌面搜索工具选择文件的三种类型信息：
1. 文件和目录名
2. 元数据，例如标题，作者，注释
3. 所支持文档的内容

## 相关
- 桌面搜索软件列表
- 数据库